# Червоноблагодатное
Червоноблагодатное (укр. Червоноблагодатне) — село в Горностаевской поселковой общине Каховского района Херсонской области Украины.
Население по переписи 2001 года составляло 400 человек. Почтовый индекс — 74620. Телефонный код — 5544. Код КОАТУУ — 6522684501.

## Местный совет
74620, Херсонская обл., Горностаевский р-н, с. Червоноблагодатное